# Мариинская церковь Симбирской Мариинской гимназии
Мариинская церковь при Мариинской женской гимназии — домовая церковь во имя святой равноапостольной Марии Магдалины при Симбирской Мариинской женской гимназии .

## История
Мариинская церковь была устроена в 1873 году вместо церкви во имя св. царицы Александры, домовой церкви Елизаветинского (Елисаветинского) женского училища, сгоревшей во время Симбирского пожара 1864 года. Новый храм с одним престолом во имя св. Марии Магдалины был устроен при содействии действительного статского советника, дворянина и помещика Михаила Авксентьевича Исакова и симбирского купца 2-й гильдии Николая Васильевича Сапожникова. Причт состоял из священника и псаломщика. Церковь была освящена в воскресенье 14 (26) января 1873 г. епископом Симбирским и Сызранским Евгением (Сахаров-Платонов).
В 1875 году при храме состоялось открытие братства святой равноапостольной Марии Магдалины. Церковь была закрыта в апреле 1919 году, а имущество было передано в Троицкую церковь.
В 2010 году в гимназии была воссоздана домовая церковь во имя святой равноапостольной Марии Магдалины. 26 августа 2010 г., перед самым началом нового учебного 2010/11 г., владыка Прокл (Хазов) в сослужении духовенства города совершил чин малого освящения храма и молебен «Перед началом учения отроков».

## Духовенство
Настоятелями Мариинской церкви служили священники:
- Алексеевский Григорий
- Ксанф Матфей (Матвей) Евфимович
- Тихомиров Михаил Александрович
- иерей Феодор Троицкий (на 2025)[5],

## Галерея
- Современный вид гимназии.
- Под аттиком второго этажа находилась церковь.